# Trichomyia trukensis
Trichomyia trukensis är en tvåvingeart som beskrevs av Quate 1959. Trichomyia trukensis ingår i släktet Trichomyia och familjen fjärilsmyggor. Inga underarter finns listade i Catalogue of Life.